# Franz Biebl
Franz Xaver Biebl (Pursruck, ara part de Freudenberg, Baviera, 1 de setembre de 1906 - 2 d'octubre del 2001) fou un compositor alemany de música clàssica. La major part de les seues obres són composicions corals.
Va nàixer a Pursruck, Alemanya, el 1906. Va estudiar composició a la Musikhochschule de Múnic. Entre 1932 i 1939 va dirigir el cor de l'església catòlica de Santa Maria de München-Thalkirchen. En 1939 va començar a treballar com a professor ajudant de música coral en el Mozarteum, l'acadèmia de música a Salzburg, en la que va ensenyar teoria de la veu i de la música.
Va servir a l'exèrcit el 1943. Va ser presoner de guerra entre 1944 i 1946. Després de la Segona Guerra Mundial es va traslladar a Fürstenfeldbruck (Alemanya), on va dirigir un cor de la ciutat.
L'obra més coneguda de Franz Biebl és l'Ave Maria, escria el 1964.